# افيانو
افيانو( Friulian ؛ Cimbrian انها بلدة ومدينة والتي تقع عند سفح جبل الدولوميت في مقاطعة بوردينوني في منطقة فريولي فينيتسيا شمال ايطاليا.
أفيانو هي مكان المنشا لمركز ابحاث السرطان ويعد هذا المركز احد المراكز القليلة في ايطاليا ويعد المرجع لمنطقة شمال شرق ايطاليا.
كما يوجد بها منتجع التزلج والذي يدعي Piancavallo بيانكافالو

## التاريخ
اظهرت النتائج ان تلك المنطقة مأهولة بالسكان منذ العصر البرونزي.
ثم أصبحت منطقة زراعية تابعة لبلدية كونكورديا ساجيتاريا. باستخدام الاسم نفسه ، أفيانو ، وهذا الاسم مشتق من اسم بريديال ، وهو اسم يشير الي مالك الارض أفيليوس أو أفيديوس.
في بدايات العصور الوسطي كانت افيانو تحتوي علي الكنائس والقري البريشية.في القرن الحادي عشر وعلي تل يطل علي السهل المحيط بتلك الارض، قامت بطريركية اكويليا ببناء قلعة واعطتها للورجات المحليين الاقطاعيين. قام دا كامينو بمحاصرة تلك القلعة عدة مرات خلال القرن الرابع عشر ثم بعد ذلك قام كاراريس بنفس المحاولة، حتي قامت القوات المجرية للامبراطور سيغيسموند بغزو القلعة في عام 1411.
يعتقد معظم المؤرخين أن مركزًا تجاريًا قد تطور حيث تقف أفيانو اليوم ، مع مركز ثقافي ودفاعي في منطقة القلعة. كانت أفيانو مملوكة للبطريركية الفريولية حتى عام 1420 ، وبعد ذلك ، مثل باقي أراضي بطريركية أكويليا ، خضعت لتأثير جمهورية البندقية. في عامي 1477 و 1499 ، دمرت غارات القوات التركية أفيانو والقرى المجاورة ، حيث قتل أو أسر جزء كبير من السكان.
مع تراجع جمهورية البندقية ، اتبع أفيانو مصير فريولي وبقية منطقة فينيتو ، وأصبحت جزءًا من الإمبراطورية النابليونية ومملكة لومبارد البندقية قبل أن يتم دمجها في مملكة إيطاليا في عام 1866.
في عام 1911 ، تم بناء أحد المطارات الأولى للقوات الجوية الإيطالية في أفيانو ، والذي تم توسيعه خلال السنوات القليلة التالية وأصبح أكثر أهمية حتى أصبح قاعدة الناتو أفيانو إيه بي في الخمسينيات من القرن الماضي. في أواخر الستينيات ، أصبح منتجع Piancavallo الجبلي وجهة للتزلج والرياضات الشتوية.
مصدر  

## الجغرافيا
على الرغم من أن القرية تقع عند سفح Carnic Prealpi ، إلا أن المدينة ترتفع أكثر من 1،280 متر (4200 قدم) فوق مستوى سطح البحر وقريبة من منتجعات التزلج Piancavallo و Busa Villotta.

### المناخ
| البيانات المناخية لـ{{{location}}} | البيانات المناخية لـ{{{location}}} | البيانات المناخية لـ{{{location}}} | البيانات المناخية لـ{{{location}}} | البيانات المناخية لـ{{{location}}} | البيانات المناخية لـ{{{location}}} | البيانات المناخية لـ{{{location}}} | البيانات المناخية لـ{{{location}}} | البيانات المناخية لـ{{{location}}} | البيانات المناخية لـ{{{location}}} | البيانات المناخية لـ{{{location}}} | البيانات المناخية لـ{{{location}}} | البيانات المناخية لـ{{{location}}} | البيانات المناخية لـ{{{location}}} |
| الشهر                              | يناير                              | فبراير                             | مارس                               | أبريل                              | مايو                               | يونيو                              | يوليو                              | أغسطس                              | سبتمبر                             | أكتوبر                             | نوفمبر                             | ديسمبر                             | المعدل السنوي                      |
| ---------------------------------- | ---------------------------------- | ---------------------------------- | ---------------------------------- | ---------------------------------- | ---------------------------------- | ---------------------------------- | ---------------------------------- | ---------------------------------- | ---------------------------------- | ---------------------------------- | ---------------------------------- | ---------------------------------- | ---------------------------------- |
| [بحاجة لمصدر]                      |                                    |                                    |                                    |                                    |                                    |                                    |                                    |                                    |                                    |                                    |                                    |                                    |                                    |

## المعالم السياحية الرئيسية

### المباني الدينية
- بين عامي 1775 و 1832 ، تم بناء كاتدرائية كنيسة سان زينون.  يتضمن أعمالاً من القرنين السادس عشر والسابع عشر لمدرسة باولو فيرونيزي. توجد لوحة جدارية مرسومة من القرن السادس عشر تصور معاناة المسيح في كنيسة القديس غريغوري في فرازيوني كاستيلو.  إنها لوحة قيمة صمدت لعدة قرون. تم اكتشاف ملاذ باروكي تم بناؤه على قمة موقع ظهور لمادونا الجبل في عام 1615. تم بناء كنيسة سانتا كاترينا في القرن الخامس عشر وتقع في سانتا ميرسيور.  تتميز بمشاهد جدارية من حياة سانتا تظهر بشكل بارز بداخلها. ككنيسة أبرشية ، لا يزال مذبح O. Gortanutti الباروكي موجودًا في كنيسة Geas. لوحة بومبونيو أمالتيو وأعمال خشبية من القرن السابع عشر تزين كنيسة أبرشية سان مارتينو (كامبانيا دي فرازيوني سان مارتينو). كنيسة من القرن الخامس عشر مخبأة داخل المبنى..

### المباني العلمانية
- تقع القلعة على قمة تل بجدار عالٍ وبرجين خارج المدينة مباشرةً.  يوجد أيضًا على التل صاري وأقسام من جدران القلعة وسانتا ماريا إي جوليانا ، وهي كنيسة على طراز عصر النهضة عام 1589.  صاغ صانعو المجوهرات في سالزبورغ تمثال Pietà في Santa Maria e Juliana - وهو تمثال مصنوع من الأحجار الكريمة. يشرف المعهد الإقليمي للفيلات الفينيسية - أو IRV - على سبع فيلات من طراز البندقية في القرية.  يمكن زيارة هذه الفلل عند الطلب ؛  ومن بينهم فيلا بوناسي وفيلا زانوسي فابريس وفيلا بوليكريتي فابريس.  ومن الجدير بالذكر أيضًا فيلا Menegozzi Brazzoduro ، التي بنيت في منتصف القرن الثامن عشر.  يتميز هذا القصر الفينيسي بمناظر طبيعية في جميع أنحاء المناطق الداخلية ؛  له مظهر خارجي مهيب يترك انطباعًا لدى الزوار.

### الأماكن الطبيعية

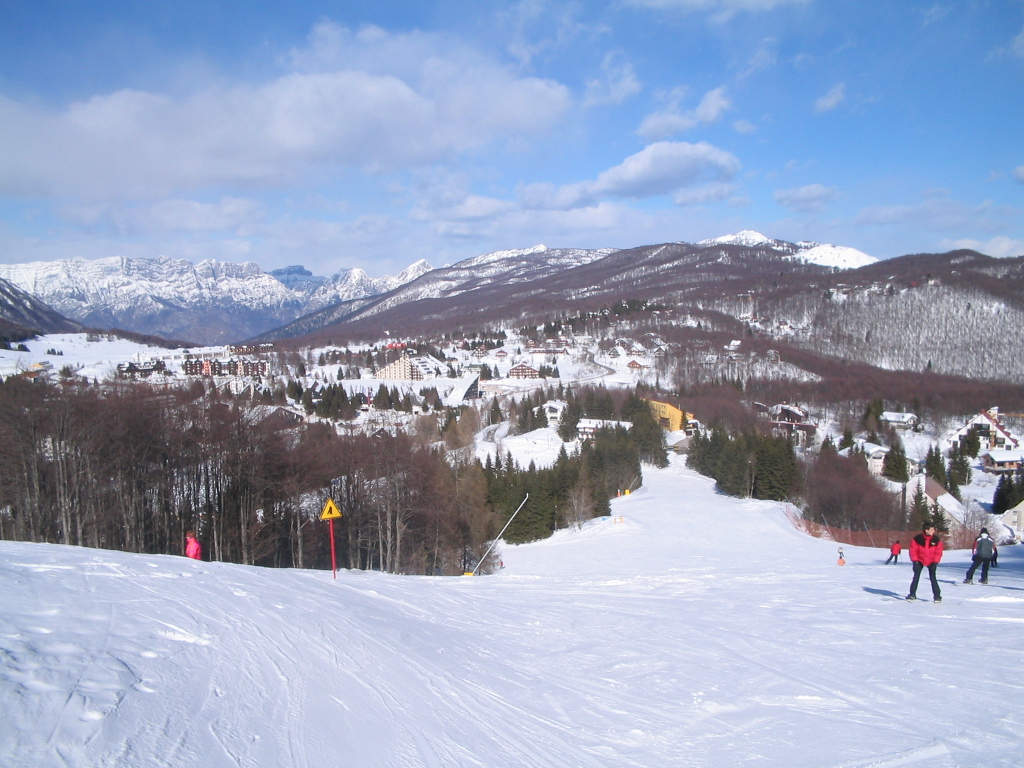
جزء من منتجع Piancavallo للتزلج.

- منتجع التزلج Piancavallo ، ارتفاع 1,267 متر (4,157 قدم) فوق مستوى سطح البحر ، عند سفح مونتي كافالو ، 2,250 متر (7,380 قدم) . على إحدى قمم مونتي كافالو يوجد تمثال برونزي للسيدة العذراء من قبل النحات بيرينو سام بوردينوني (1921-2010).

## وسائل المواصلات
أفيانو تخدمه محطة على سكة حديد ساسيل-بينزانو : محطة سكة حديد أفيانو . يربط خط Sacile-Pinzano مدينة سكيل ، على سكة حديد البندقية-أوديني ، بقرية بينزانو ، على خط Gemona del Friuli -Pinzano.</br> اعتبارًا من اليوم ، الخدمة محدودة من Sacile إلى Maniago.

## قاعدة أفيانو الجوية

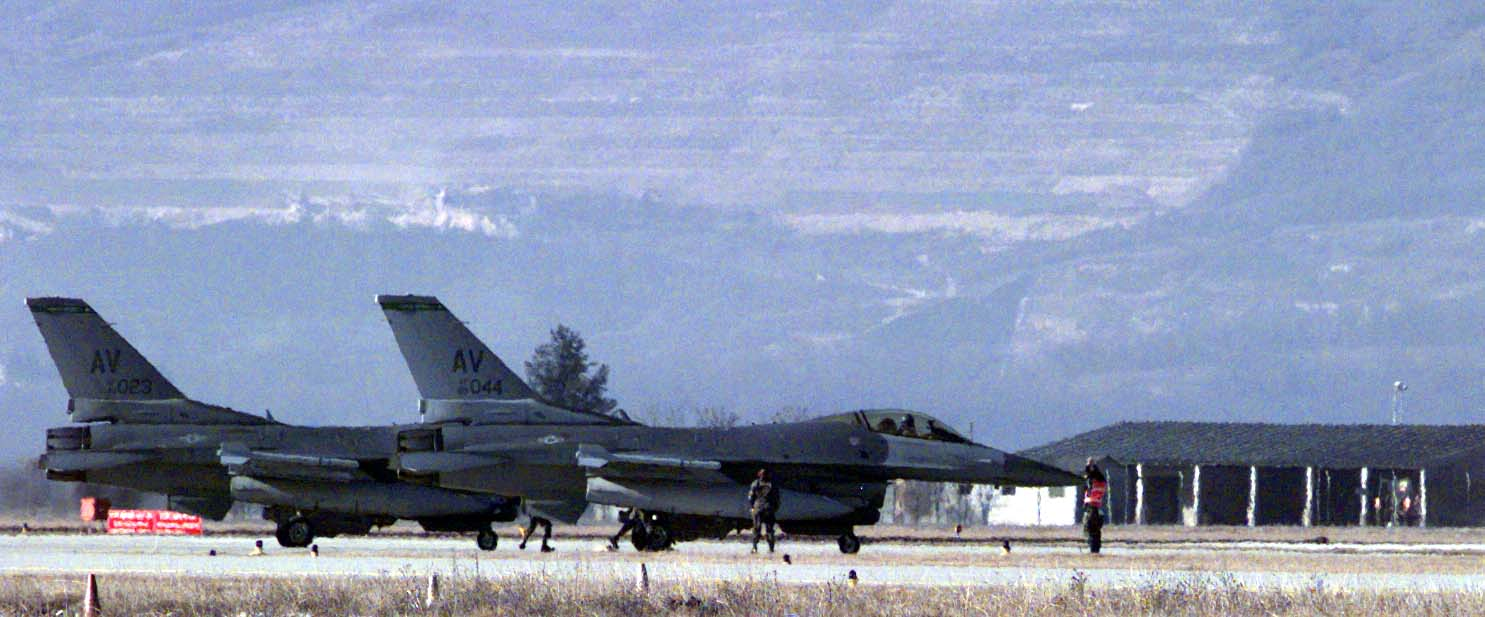
طائرات F-16 التابعة للقوات الجوية الأمريكية في قاعدة أفيانو الجوية.

أسست إيطاليا قاعدة أفيانو الجوية عام 1911. كانت القاعدة من بين أولى القواعد المتاحة للطيران الإيطالي.
كان هناك وجود أمريكي في قاعدة أفيانو الجوية منذ نهاية الحرب العالمية الثانية . في عام 1954 وقعت الحكومتان الإيطالية والأمريكية اتفاقية استخدام مشترك وبحلول عام 1955 ، نقلت القوات الجوية الأمريكية في أوروبا (USAFE) عملياتها الإيطالية من أوديني إلى أفيانو. مرت القاعدة بفترة استضافة أسراب مقاتلة دورية. مع انخفاض استخدام نطاق إطلاق النار الحي الإيطالي ، أصبحت الأسراب الدورية شيئًا من الماضي. أصبحت أفيانو قاعدة لتخزين المواد الاحتياطية للحرب ولعبت دورًا كبيرًا في عاصفة الصحراء . في عام 1992 ، انتقل المقر الرئيسي السادس عشر للقوات الجوية والجناح المقاتل رقم 401 من قاعدة توريجون الجوية في إسبانيا إلى أفيانو. أصبح الجناح موطنًا لسربين مقاتلين من طراز F-16 ، وهما 510 FS و 555 FS. Ramstein AB (Ramstein, Germany) was founded in 1994. أعيد تصميم الجناح من الجناح المقاتل 401 إلى الجناح المقاتل الحادي والثلاثين في عام 1994 ، حيث استولى أفيانو على طائرة ثابتة بشكل دائم لأول مرة منذ أكثر من 50 عامًا. تقوم القاعدة حاليًا بمهمة الناتو بالتنسيق الوثيق مع الأفراد الإيطاليين.

## علاقات دولية
أفيانو توأمة مع:
- Larissa, اليونان

## من مشاهير هذا البلد
- ماركو دافيانو (1631-1699) ، الراهب الكبوشي المعترف للإمبراطور ليوبولد الأول من النمسا ، ولد في أفيانو ، في قرية فيلوتا.
- فابيو روسيتو (1971) ، لاعب كرة قدم سابق في الدوري الإيطالي لكرة القدم والمنتخب الإيطالي.
- ايمي ادامز (1974) ، الممثلة الأمريكية التي عاشت تسع سنوات في أفيانو ؛ بعد هذه التجربة قامت بتسمية ابنتها أفيانا.
- لوكا مانفي ، الحائز على برنامج MasterChef US الموسم الرابع

## روابط خارجية
- الموقع الرسمي
- الجناح المقاتل الحادي والثلاثون من أفيانو
- خريجي مدرسة أفيانو الأمريكية الثانوية
- مدونة Aviano (مدونة حول المتاجر والمطاعم والأحداث المحيطة بـ Aviano AB)